# Mandevilla lanuginosa
Mandevilla lanuginosa är en oleanderväxtart som först beskrevs av Carl Friedrich Philipp von Martius och Gal., och fick sitt nu gällande namn av Marcel Pichon. Mandevilla lanuginosa ingår i släktet Mandevilla och familjen oleanderväxter. Inga underarter finns listade i Catalogue of Life.